# Ліпово-Курковське
Ліпово-Курковське (пол. Lipowo Kurkowskie, нім. Leip) — село в Польщі, у гміні Ольштинек Ольштинського повіту Вармінсько-Мазурського воєводства.
Населення — 122 особи (2011).

## Демографія
Демографічна структура станом на 31 березня 2011 року:
|          | Загалом | Допрацездатний вік | Працездатний вік | Постпрацездатний вік |
| -------- | ------- | ------------------ | ---------------- | -------------------- |
| Чоловіки | 71      | 13                 | 52               | 6                    |
| Жінки    | 51      | 14                 | 29               | 8                    |
| Разом    | 122     | 27                 | 81               | 14                   |